# Kevin Thomas Kelly
Kevin Thomas Kelly (* 1910 in Melbourne; † 1994) war ein australischer Diplomat und römisch-katholischer Aktivist.

## Leben
1934 gehörte zum Radioprogramm des Radiosenders 3AW in Melbourne eine Catholic Hour, in der neben B. A. Santamaria auch Kevin Thomas Kelly predigte.
Im selben Jahr gründete Kevin Thomas Kelly in Melbourne eine Ortsgruppe der Catholic Evidence Guild.
An den Ufern des Yarra River östlich der Princes Bridge in Melbourne bestand ein Forum ähnlich dem Speakers’ Corner, wo sich Kevin Thomas Kelly mit anderen Predigern maß.
Er war ein junger Rechtsanwalt, Aktivist der Australian Labor Party, persönlicher Freund von James Scullin und Bert Cremean und hatte Einfluss auf die Campion Society.
Kevin Thomas Kelly und Stanley Ingwerson fungierten als Agent Provocateurs bei Versammlungen von Friedensgruppen und in Labour Clubs und hielten Kontakte zur Christlichen Arbeiterjugend von Joseph Cardijn. Während des Zweiten Weltkrieges wurde Kelly vom British Naval Intelligence Department beschäftigt.
1962 war er unter High Commissioner Walter Crocker Gesandtschaftsrat in Neu-Delhi.
Vom 11. Januar 1964 bis 1966 war er Botschafter in Buenos Aires. Vom 2. Oktober 1970 bis 1974 war er Botschafter in Lissabon im Estado Novo (Portugal).